# Coupe nationale de rugby à XV 1940-1941
Navigation
Coupe nationale 1938-1939 Coupe nationale 1941-1942
L'édition 1940-1941 de la coupe nationale est la 4e édition de la Coupe nationale.

## Zone Nord

### Match préparatoire
| 20 avril 1941 | Côte d'Argent | 13 - 14 | Paris | Bordeaux |
| 20 avril 1941 |               |         |       | Bordeaux |
| 20 avril 1941 |               |         |       | Bordeaux |

### Matchs joués
| 2 février 1941 | Bourgogne | 0 - 3 | Paris | Chalon-sur-Saône |
| 2 février 1941 |           |       |       | Chalon-sur-Saône |
| 2 février 1941 |           |       |       | Chalon-sur-Saône |

| 23 février 1941 | Paris | 6 - 0 | Bourgogne | Paris |
| 23 février 1941 |       |       |           | Paris |
| 23 février 1941 |       |       |           | Paris |

| 23 février 1941 | Côte basque | 16 - 3 | Ouest | Biarritz |
| 23 février 1941 |             |        |       | Biarritz |
| 23 février 1941 |             |        |       | Biarritz |

| 9 mars 1941 | Ouest | 9 - 3 | Côte basque | Bordeaux |
| 9 mars 1941 |       |       |             | Bordeaux |
| 9 mars 1941 |       |       |             | Bordeaux |

### Finale
| 23 mars 1941 | Paris | 8 - 6 (0 - 3) | Côte basque | Bordeaux Arbitre : M. Sourgens |
| 23 mars 1941 |       |               |             | Bordeaux Arbitre : M. Sourgens |
| 23 mars 1941 |       |               |             | Bordeaux Arbitre : M. Sourgens |

| Paris Titulaires Mouly 15 Le Goff 14 Rapin 13 Bonnet 12 Poudens 11 Labruquère 10 Perrault 9 Dupont 8 Blond 7 Celle 6 Bouvier 5 Suhette 4 Ospital 3 Berranger 2 Mouchet 1 |  |  |  | Côte basque Titulaires 15 Begué 14 Placé 13 Junquas 12 Celhay 11 Hirrigoyen 10 Josié 9 Arizabalaga 8 Calbète 7 Davant 6 Labry 5 Grocq 4 Castagnet 3 Allemand 2 Laiguillon 1 Gaboria |

## Zone Sud

### Matchs préparatoires
| 2 février 1941 | Périgord Agenais | 6 - 13 | Pyrénées-Béarn-Bigorre | Brive |
| 2 février 1941 |                  |        |                        | Brive |
| 2 février 1941 |                  |        |                        | Brive |

| 2 février 1941 | Littoral | 23 - 21 | Provence | Toulon |
| 2 février 1941 |          |         |          | Toulon |
| 2 février 1941 |          |         |          | Toulon |

| 2 février 1941 | Lyonnais | 0 - 0 | Roussillon | Lyon |
| 2 février 1941 |          |       |            | Lyon |
| 2 février 1941 |          |       |            | Lyon |

### Matchs joués
| 16 février 1941 | Littoral-Provence | 8 - 3 | Alpes-Lyonnais | Marseille |
| 16 février 1941 |                   |       |                | Marseille |
| 16 février 1941 |                   |       |                | Marseille |

| 16 février 1941 | Centre-Auvergne | 3 - 15 | Périgord Agenais-Limousin | Clermont-Ferrand |
| 16 février 1941 |                 |        |                           | Clermont-Ferrand |
| 16 février 1941 |                 |        |                           | Clermont-Ferrand |

| 2 mars 1941 | Languedoc-Roussillon | 22 - 3 | Littoral-Provence | Béziers |
| 2 mars 1941 |                      |        |                   | Béziers |
| 2 mars 1941 |                      |        |                   | Béziers |

| 2 mars 1941 | Pyrénées-Béarn-Bigorre | 23 - 5 | Centre-Auvergne | Toulouse |
| 2 mars 1941 |                        |        |                 | Toulouse |
| 2 mars 1941 |                        |        |                 | Toulouse |

### Finale
| 30 mars 1941 | Languedoc-Roussillon | 7 - 6 . (4 - 0) | Pyrénées-Béarn-Bigorre | Toulouse Arbitre : M. Mailhan |
| 30 mars 1941 |                      |                 |                        | Toulouse Arbitre : M. Mailhan |
| 30 mars 1941 |                      |                 |                        | Toulouse Arbitre : M. Mailhan |

| Languedoc-Roussillon Titulaires Noguères 15 Lacaze 14 Trescazes 13 Balent 12 Tourte 11 Desclaux 10 Vacassy 9 Iriart 8 Caraguel 7 Gras 6 Rouzier 5 Jouvet 4 Poch 3 Courren 2 Scardigli 1 |  |  |  | Pyrénées-Béarn-Bigorre Titulaires 15 Baudry 14 Sorondo 13 Dutrain 12 Sabin 11 Haure 10 Gaussens 9 Cazenave 8 Barran 7 Brané 6 Clarac 5 Avignon 4 Delque 3 Trébaux 2 Lopez 1 Carrière |

## Match de prestige
| 4 mai 1941 | Nord | 8 - 8 | Sud | Parc des Princes, Paris, 12 000 spectateurs Arbitre : M. Delmas |
| 4 mai 1941 |      |       |     | Parc des Princes, Paris, 12 000 spectateurs Arbitre : M. Delmas |
| 4 mai 1941 |      |       |     | Parc des Princes, Paris, 12 000 spectateurs Arbitre : M. Delmas |

| Nord Titulaires (Stade dijonnais) Poulain 15 (US Métro) Le Goff 14 (Celtic St-Denis) Bonnet 13 (RC Chalon) Coderc 12 (Racing CF) Poudens 11 (CS Nuits-St-Georges) Prudhomme 10 (Racing CF) Perrault 9 (Stade français) Blond 8 (Racing CF) Dupont 7 (CASG) Leguay 6 (Celtic St-Denis) Suhette 5 (Stade français) Bouvier 4 (CS Nuits-St-Georges) Zeckin 3 (ASPTT) Beranger 2 (CO Creusot) Renaud 1 |  |  |  | Sud Titulaires 15 Rougevin (UA Gujan-Mestras) 14 Savigny (Bordeaux EC) 13 Junquas (Av. bayonnais) 12 Celhay (Av. bayonnais) 11 Caunegre (SBUC) 10 Hirigoyen (Av. bayonnais) 9 Josié (St-J. de Luz) 8 Caupos (UA Gujan-Mestras) 7 Calbète (Boucau) 6 Latry (AS Soustons) 5 Ricau (Bordeaux EC) 4 Grocq (US Dax) 3 Lajus (CA Bègles) 2 Lafforgue (CA Bègles) 1 De Vecchy (Bordeaux EC) |